# Radymno (comune rurale)
Radymno è un comune rurale polacco del distretto di Jarosław, nel voivodato della Precarpazia.
Ricopre una superficie di 182,44 km² e nel 2004 contava 11 336 abitanti.
Il capoluogo è Radymno, che non fa parte del territorio ma costituisce un comune a sé.